# Plongeon aux Jeux olympiques
Le plongeon est introduit au programme officiel des Jeux olympiques d'été à l'occasion des IIIes Jeux olympiques organisés à Saint-Louis en 1904. Le « plongeon artistique », désignation officielle du Comité international olympique lors de son entrée en tant que sport olympique, est alors un sport aquatique individuel où les pratiquants doivent réaliser des figures acrobatiques lors d'un plongeon effectué depuis un tremplin ou une plate-forme.
Le plongeon est une des quatre disciplines olympiques de la natation avec la natation sportive, la natation synchronisée et le water polo. La discipline est réglementée et supervisée au niveau international par World Aquatics. 

## Historique
Les premières épreuves olympiques de plongeon sont organisées en 1904 lors des Jeux olympiques organisés à Saint-Louis. À cette occasion, deux épreuves sont disputées : le plongeon depuis une plate-forme  (connue aujourd'hui sous le nom de plongeon de haut-vol) et une épreuve de plongeon en longueur. Jusqu'en 1912 et les jeux de Stockholm, seuls les hommes disputent les épreuves de plongeon. Celles-ci sont au nombre de trois pour les hommes de 1912 à 1924 : l'épreuve depuis une plate-forme, une depuis un tremplin apparue en 1908 et celle dite de « plongeon haut simple » remplaçant le plongeon en longueur à cause du manque d'intérêt pour cette épreuve. À partir de 1928, hommes et femmes disputent deux épreuves avec la disparition du plongeon haut simple à Amsterdam. Lors des Jeux olympiques de 2000, les épreuves synchronisées font leur apparition portant à huit le nombre d'épreuves disputées.

## Épreuves
| Épreuves masculines                | 96 | 00 | 04 | 08 | 12 | 20 | 24 | 28 | 32 | 36 | 48 | 52 | 56 | 60 | 64 | 68 | 72 | 76 | 80 | 84 | 88 | 92 | 96 | 00 | 04 | 08 | 12 | 16 | 20 | 24 |
| Haut vol 10 m                      |    |    | •  | •  | •  | •  | •  | •  | •  | •  | •  | •  | •  | •  | •  | •  | •  | •  | •  | •  | •  | •  | •  | •  | •  | •  | •  | •  | •  | •  |
| Tremplin à 3 m                     |    |    |    | •  | •  | •  | •  | •  | •  | •  | •  | •  | •  | •  | •  | •  | •  | •  | •  | •  | •  | •  | •  | •  | •  | •  | •  | •  | •  | •  |
| Plongeon synchronisé haut vol 10 m |    |    |    |    |    |    |    |    |    |    |    |    |    |    |    |    |    |    |    |    |    |    |    | •  | •  | •  | •  | •  | •  | •  |
| Plongeon synchronisé tremplin 3 m  |    |    |    |    |    |    |    |    |    |    |    |    |    |    |    |    |    |    |    |    |    |    |    | •  | •  | •  | •  | •  | •  | •  |
| Plongeon haut simple               |    |    |    |    | •  | •  | •  |    |    |    |    |    |    |    |    |    |    |    |    |    |    |    |    |    |    |    |    |    |    |    |
| Plongeon en longueur               |    |    | •  |    |    |    |    |    |    |    |    |    |    |    |    |    |    |    |    |    |    |    |    |    |    |    |    |    |    |    |
| Épreuves féminines                 | 96 | 00 | 04 | 08 | 12 | 20 | 24 | 28 | 32 | 36 | 48 | 52 | 56 | 60 | 64 | 68 | 72 | 76 | 80 | 84 | 88 | 92 | 96 | 00 | 04 | 08 | 12 | 16 | 20 | 24 |
| Haut vol 10 m                      |    |    |    |    | •  | •  | •  | •  | •  | •  | •  | •  | •  | •  | •  | •  | •  | •  | •  | •  | •  | •  | •  | •  | •  | •  | •  | •  | •  | •  |
| Tremplin à 3 m                     |    |    |    |    |    | •  | •  | •  | •  | •  | •  | •  | •  | •  | •  | •  | •  | •  | •  | •  | •  | •  | •  | •  | •  | •  | •  | •  | •  | •  |
| Plongeon synchronisé haut vol 10 m |    |    |    |    |    |    |    |    |    |    |    |    |    |    |    |    |    |    |    |    |    |    |    | •  | •  | •  | •  | •  | •  | •  |
| Plongeon synchronisé tremplin 3 m  |    |    |    |    |    |    |    |    |    |    |    |    |    |    |    |    |    |    |    |    |    |    |    | •  | •  | •  | •  | •  | •  | •  |
| Nombre total d'épreuves            | 0  | 0  | 2  | 2  | 4  | 5  | 5  | 4  | 4  | 4  | 4  | 4  | 4  | 4  | 4  | 4  | 4  | 4  | 4  | 4  | 4  | 4  | 4  | 8  | 8  | 8  | 8  | 8  | 8  | 8  |

## Nations présentes
Entre 1904 et 2016, près de 2125 athlètes en provenance de plus de quatre-vingt nations différentes ont participé aux épreuves de plongeon des Jeux olympiques. La tendance est à la baisse depuis l'édition de 2000 avec une seulement une trentaine de délégations participantes alors que plus de quarante délégations ont disputé les Jeux de 1996 et de 2000.[réf. nécessaire]
| Édition                                                              | 04 | 08 | 12 | 20 | 24 | 28 | 32 | 36 | 48 | 52 | 56 | 60 | 64 | 68 | 72 | 76 | 80 | 84 | 88 | 92 | 96 | 00 | 04 | 08 | 12 | 16 |
| -------------------------------------------------------------------- | -- | -- | -- | -- | -- | -- | -- | -- | -- | -- | -- | -- | -- | -- | -- | -- | -- | -- | -- | -- | -- | -- | -- | -- | -- | -- |
| Nombre de nations présentes en plongeon par édition[réf. nécessaire] | 2  | 9  | 10 | 14 | 14 | 18 | 9  | 21 | 21 | 21 | 16 | 24 | 21 | 23 | 25 | 22 | 21 | 29 | 31 | 30 | 40 | 42 | 30 | 29 | 25 | 28 |

Le nombre indiqué entre parenthèses est le nombre d'athlètes engagés dans les épreuves officielles pour chaque pays sur l'ensemble des Jeux de 1904 à 2016[réf. nécessaire].
| - Afrique du Sud (6) - Allemagne (146) - Allemagne de l'Est (32) - Argentine (6) - Arménie (3) - Australasie (1) - Australie (99) - Autriche (52) - Azerbaïdjan (2) - Bahamas (1) - Barbade (1) - Belgique (9) - Bermudes (4) - Biélorussie (18) - Bolivie (1) - Brésil (36) - Bulgarie (4) - Canada (106) - Chili (3) - Chine (84) - Colombie (19) |  | - Corée du Nord (21) - Corée du Sud (21) - Costa Rica (1) - Croatie (1) - Cuba (25) - Danemark (25) - Égypte (26) - Équateur (2) - Équipe unifiée de l'ex-URSS (7) - Espagne (36) - États-Unis (216) - Finlande (38) - France (64) - Géorgie (3) - Ghana (2) - Grande-Bretagne (177) - Grèce (17) - Guatemala (1) - Hong Kong (6) - Hongrie (31) - Inde (2) |  | - Indonésie (4) - Iran (1) - Irlande (2) - Israël (2) - Italie (76) - Jamaïque (2) - Japon (63) - Kazakhstan (10) - Koweït (8) - Malaisie (25) - Mexique (107) - Moldavie (11) - Norvège (19) - Nouvelle-Zélande (6) - Pays-Bas (28) - Pérou (2) - Philippines (4) - Pologne (13) - Porto Rico (9) - Portugal (1) - République dominicaine (6) |  | - République tchèque (1) - Rhodésie (4) - Roumanie (19) - Russie (49) - Sri Lanka (2) - Suède (115) - Suisse (20) - Syrie (2) - Tadjikistan (2) - Taipei chinois (6) - Tchécoslovaquie (13) - Thaïlande (5) - Turquie (1) - Ukraine (48) - Union soviétique (91) - Uruguay (1) - Venezuela (15) - Yougoslavie (3) - Zimbabwe (10) |

## Records
| # | Nageur                   | Olympiades | Médaille d'or, Jeux olympiques | Médaille d'argent, Jeux olympiques | Médaille de bronze, Jeux olympiques | Total |
| 1 | CHN - Guo Jingjing       | 2000-2008  | 4                              | 2                                  | 0                                   | 6     |
| 2 | CHN - Fu Mingxia         | 1992-2000  | 4                              | 1                                  | 0                                   | 5     |
| 3 | USA - Greg Louganis      | 1976-1988  | 4                              | 1                                  | 0                                   | 5     |
| 4 | USA - Patricia McCormick | 1952-1956  | 4                              | 0                                  | 0                                   | 4     |
| 5 | ITA - Klaus Dibiasi      | 1964-1976  | 3                              | 2                                  | 0                                   | 5     |
| 6 | CHN - Ni Xiong           | 1988-2000  | 3                              | 1                                  | 1                                   | 5     |
| 7 | GDR - Ingrid Krämer      | 1960-1964  | 3                              | 1                                  | 0                                   | 4     |
| 8 | RUS - Dmitri Sautin      | 1992-2004  | 2                              | 1                                  | 4                                   | 7     |

## Tableau des médailles
Le tableau ci-dessous présente le bilan, par nations, des médailles obtenues en plongeon lors des Jeux olympiques d'été de 1904 à 2024. Le rang est obtenu par le décompte des médailles d'or, puis en cas d'ex æquo, des médailles d'argent, puis de bronze.
Après les Jeux de 2024, la Chine est passée devant les États-Unis avec cinquante-cinq médailles d'or contre quarante-neuf, cependant les États-Unis sont le pays ayant remporté le plus grand nombre de médailles olympiques en plongeon avec cent-quarante-deux médailles, ces deux nations ont remporté les trois quarts des titres. Elles sont suivies par la Suède avec six médailles d'or. Depuis l'instauration du plongeon au programme olympique, vingt-quatre pays ont remporté au moins une médaille. 
La Chine domine le tableau des médailles en plongeon de chaque édition depuis 1988. 
Tableau mis à jour après les Jeux olympiques de 2024.
| Rang  | Nation                      | Or  | Argent | Bronze | Total |
| ----- | --------------------------- | --- | ------ | ------ | ----- |
| 1     | Chine                       | 55  | 26     | 11     | 92    |
| 2     | États-Unis                  | 49  | 47     | 46     | 142   |
| 3     | Suède                       | 6   | 8      | 7      | 21    |
| 4     | Russie                      | 4   | 8      | 6      | 18    |
| 5     | Union soviétique            | 4   | 4      | 6      | 14    |
| 6     | Italie                      | 3   | 5      | 3      | 11    |
| 7     | Australie                   | 3   | 4      | 8      | 15    |
| 8     | Équipe unifiée d'Allemagne  | 3   | 1      | 0      | 4     |
| 9     | Allemagne                   | 2   | 8      | 13     | 23    |
| 10    | Grande-Bretagne             | 2   | 4      | 12     | 18    |
| 11    | Allemagne de l'Est          | 2   | 2      | 3      | 7     |
| 12    | Mexique                     | 1   | 8      | 8      | 17    |
| 13    | Canada                      | 1   | 5      | 9      | 15    |
| 14    | Tchécoslovaquie             | 1   | 1      | 0      | 2     |
| 15    | Danemark                    | 1   | 0      | 1      | 2     |
| 16    | Grèce                       | 1   | 0      | 0      | 1     |
| 17    | Équipe unifiée de l'ex-URSS | 0   | 2      | 1      | 3     |
| 18    | Corée du Nord               | 0   | 1      | 1      | 2     |
| 18    | Égypte                      | 0   | 1      | 1      | 2     |
| 18    | Malaisie                    | 0   | 1      | 1      | 2     |
| 21    | France                      | 0   | 1      | 0      | 1     |
| 21    | Japon                       | 0   | 1      | 0      | 1     |
| 23    | Ukraine                     | 0   | 0      | 2      | 2     |
| 24    | ROC                         | 0   | 0      | 1      | 1     |
| Total | Total                       | 138 | 138    | 140    | 416   |